# BOAC

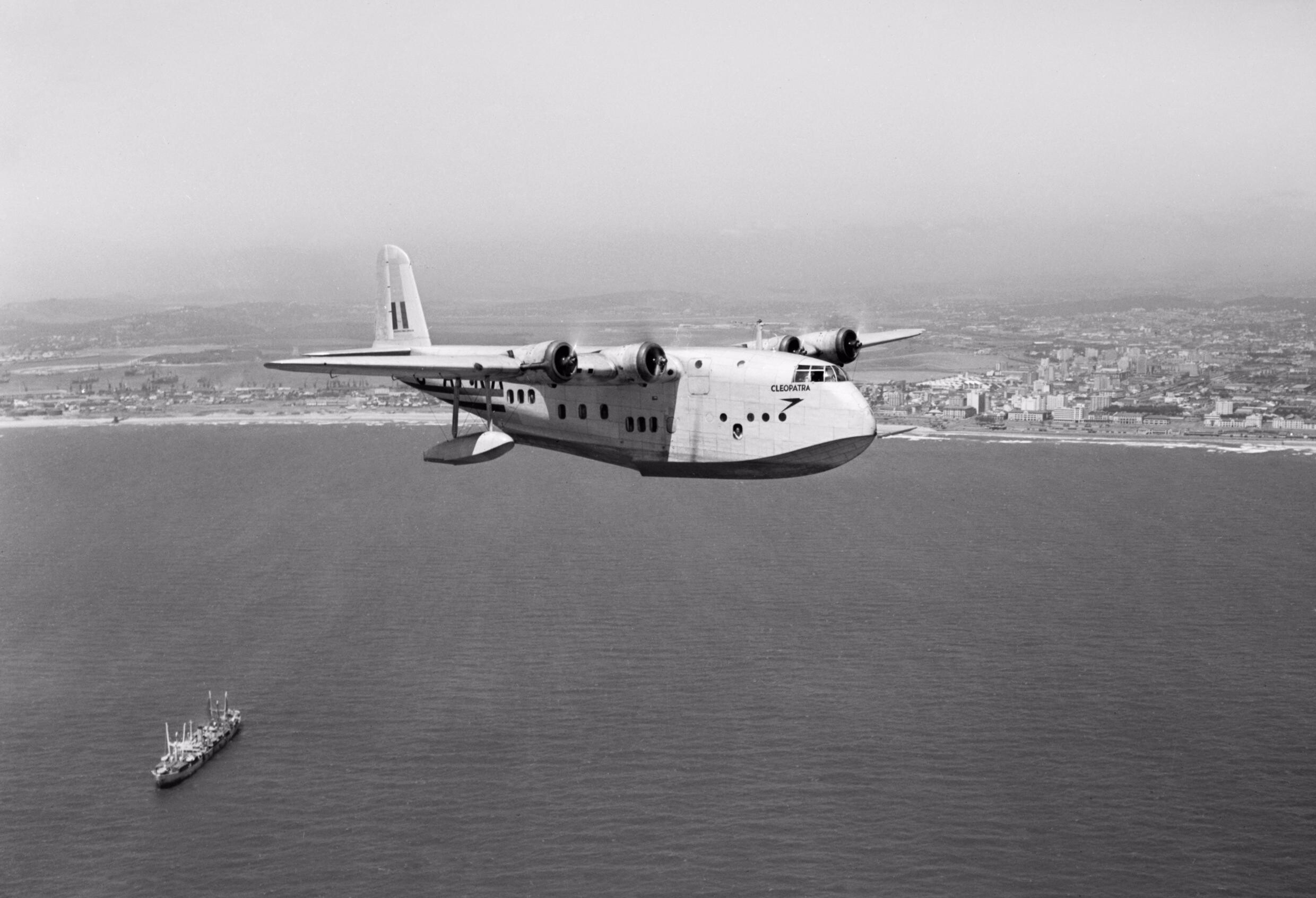
BOAC vliegboot "Cleopatra" boven Durban

BOAC staat voor British Overseas Airways Corporation, een luchtvaartmaatschappij die tot 1974 bestond. De maatschappij ontstond in 1939 in het Verenigd Koninkrijk door een fusie van Imperial Airways met British Airways Ltd. In 1974 fuseerde het bedrijf met British European Airways en vormde het huidige British Airways.

## Geschiedenis

### Tweede Wereldoorlog
Op 24 november 1939 werd BOAC gevormd door de fusie van Imperial Airways en British Airways Ltd. De activiteiten werden gebundeld en vanaf 1 april 1940 opereerde BOAC als één bedrijf. Door de Tweede Wereldoorlog had het een moeilijke start. Van Imperial Airways nam het de vliegbootdiensten over naar de Britse koloniën in Afrika en Azië, met Caïro als belangrijkste tussenstop. Caïro werd nu een hub voor vliegdiensten met Sydney en Durban als eindpunten. Spanje weigerde de vliegtuigen toegang, maar Portugal stond het civiele luchtverkeer toe. De route van Lissabon of Gibraltar naar Egypte via Malta was risicovol en de vliegtuigen kozen een veiliger, maar veel langere, route via West-Afrika naar Lagos om vandaar met landvliegtuigen naar Khartoem te vliegen.
Voor de oorlog had Imperial Airways geëxperimenteerd met vluchten over de Noord-Atlantische Oceaan. Bij het begin van de oorlog vlogen regelmatig vliegboten in camouflagekleuren met post en passagiers naar New York. In 1941 kreeg BOAC de opdracht om een dienst tussen Prestwick naar Montreal te onderhouden, dit om piloten die met Amerikaanse bommenwerpers van Canada naar Engeland waren gevlogen terug te brengen. BOAC kreeg hiervoor B-24 Liberators met een zeer eenvoudige passagierscabine. Dit was de eerste langdurige dienst over de Noord-Atlantische Oceaan met een landvliegtuig. In september 1944 had BOAC 1000 trans-Atlantische vluchten gemaakt.
Toen Nederland werd aangevallen door de Duitsers in mei 1940 bevonden zich een aantal DC-3's en een DC-2 van de KLM buiten Nederland. Vijf DC-3's en één DC-2 werden door de KLM naar Engeland gedirigeerd en zouden tot het einde van de oorlog, met de KLM bemanningen, door BOAC ingezet worden om de beruchte lijndienst Bristol-Lissabon te vliegen. De PH-ALI 'Ibis' vliegende onder een tijdelijke Engelse registratie (G-AGBB) zou in 1942 en 1943 drie keer door jagers van de Luftwaffe worden beschoten. De derde keer (BOAC vlucht 777) was fataal voor passagiers en bemanning. Na de oorlog keerden de overgebleven bemanning en toestellen terug naar Nederland en werden weer ingezet binnen de KLM.

## Na de oorlog

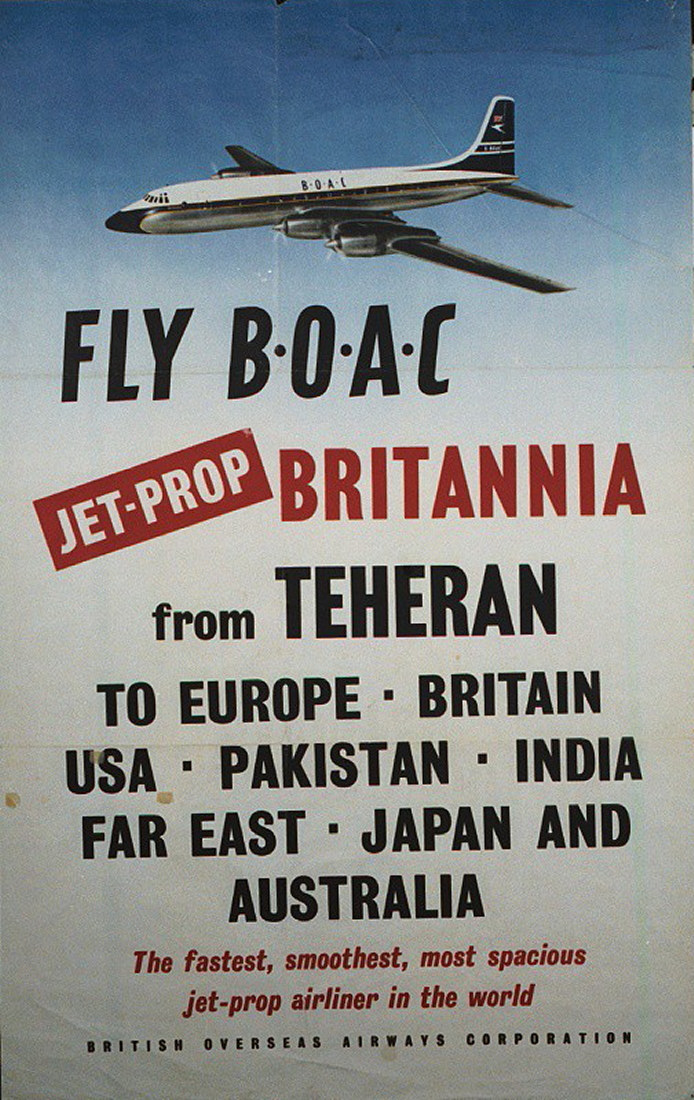
BOAC reclameposter

In 1946 werd het bedrijf gesplitst in drie aparte ondernemingen: 
- BOAC - Voor vluchten naar de Britse koloniën, Noord-Amerika en het Verre Oosten.
- British European Airways (BEA) - Voor vluchten naar Europa en binnenlandse vluchten.
- British South American Airways (BSAA) - Voor vluchten naar Zuid-Amerika en het Caribisch Gebied. BSAA keerde in 1949 weer terug in BOAC.

Aan het einde van de oorlog bestond de vloot van BOAC voornamelijk uit bommenwerpers die voor passagiersvervoer geschikt waren gemaakt. Het was een zeer gevarieerde en vanuit economische oogpunt een weinig aantrekkelijke vloot. De vliegtuigen, bases en personeel van BOAC waren verspreid over de hele wereld, en het duurde wel 10 jaar alvorens een efficiënte eenheid op luchthaven Heathrow was gecreëerd.

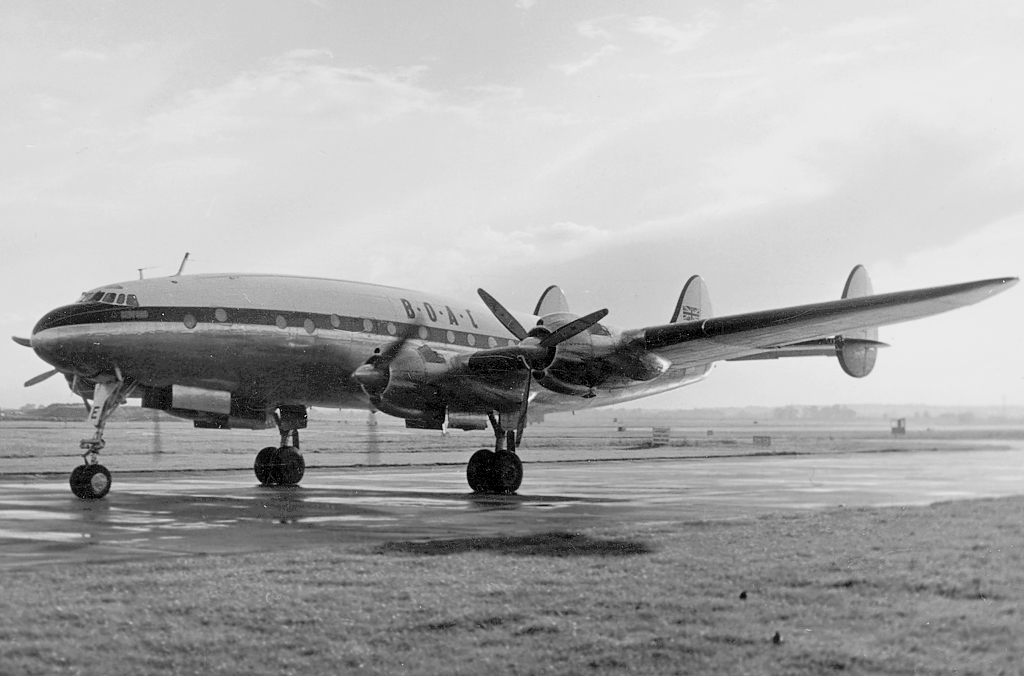
Lockheed Constellation op Heathrow (1954).

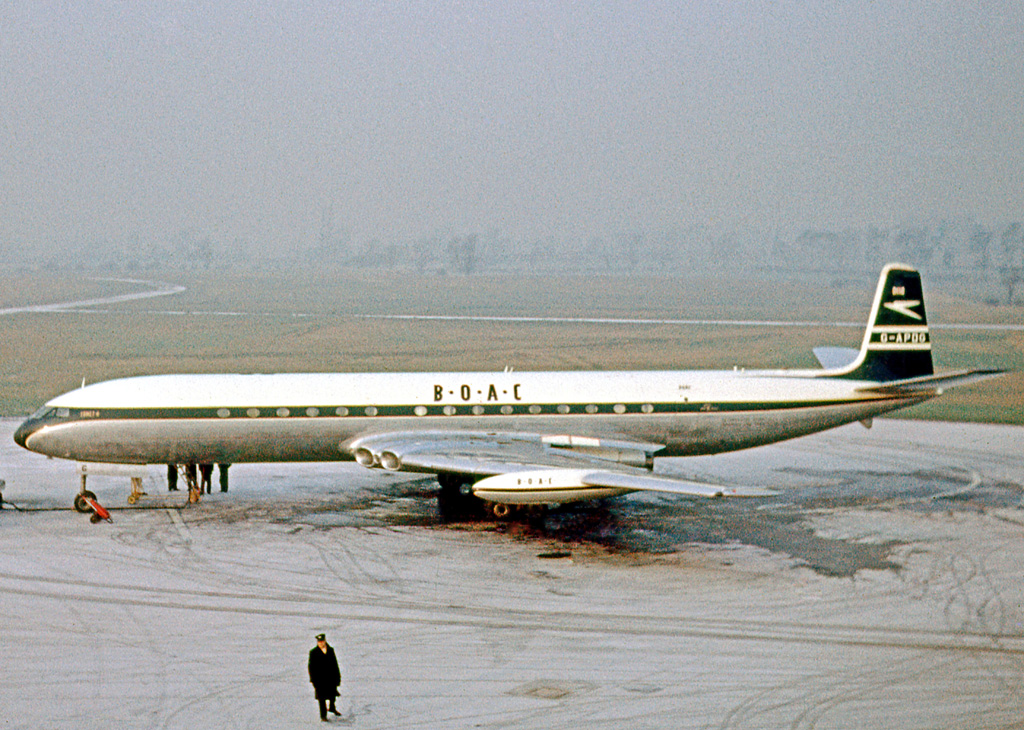
Comet 4 op Manchester Airport in 1963.

In 1946 kreeg BOAC de dollars om vijf Lockheed Constellations te kopen voor de Noord-Atlantische route. De Britse fabrikanten hadden geen vergelijkbare toestellen. Uiteindelijk hebben 25 Constellations dienstgedaan bij BOAC. Zolang BOAC heeft bestaan was er altijd een discussie tussen het bestuur van BOAC die Amerikaanse toestellen wilde kopen en het Britse parlement, fabrikanten en de vakbonden die toestellen van eigen bodem in de vloot wilden zien.
In oktober 1949 kreeg BOAC toestemming om zes nieuwe Boeing 377 Stratocruisers aan te schaffen. Hiermee werd een non-stop dienst tussen New York en Londen mogelijk, omgekeerd was een brandstofstop in Shannon of Gander nodig om veilig New York te bereiken. Eind jaren veertig en begin jaren vijftig kwamen er toestellen van het type Handley Page Hermes en de Canadese versie van DC-4 bij de vloot, ter vervanging van oudere toestellen. De levering van de Bristol Britannia liet op zich wachten en BOAC mocht tien nieuwe Douglas DC-7C’s kopen om het gat te overbruggen. Met deze toestellen waren non-stop vluchten mogelijk van Londen en Manchester naar bestemmingen aan de Amerikaanse oostkust.
In mei 1952 was BOAC de eerste die een passagiersvliegtuig met straalmotor introduceerde, De Havilland Comet. Het was van korte duur want in april 1954 werden deze toestellen aan de grond gehouden na enkele ongevallen. Het probleem bleek metaalmoeheid. De Comet 1 had vierkante ramen, waardoor er gemakkelijk barsten ontstonden in de hoeken. Deze barsten werden steeds groter, en door het drukverschil brak het vliegtuig helemaal open. Hierop paste De Havilland het ontwerp aan en de Comet 4 kwam in 1958 op de markt. In oktober 1958 startte BOAC de eerste Trans-Atlantische dienst met Comet 4.
In oktober 1956 bestelde BOAC 15 Boeing 707s die in 1960 bij de vloot kwamen. Na jaren van verliezen maakte BOAC in het gebroken boekjaar 1963/64 voor het eerst een bescheiden winst van 1 miljoen pond sterling. Na een ruzie in het parlement droeg de regering BOAC op om 17 Vickers VC-10 vliegtuigen te kopen. De VC-10 was deels ontworpen op basis van BOAC-wensen. BOAC wenste een geschikt toestel voor luchthavens in warme en hoge regionen zoals in Oost-Afrika en Azië. De VC-10 kreeg hiervoor grotere vleugels en zwaardere motoren om hieraan te voldoen. De grotere Super VC-10 was een succes bij Amerikaanse passagiers op de Noord-Atlantische route. In 1962 vormden BOAC en Cunard een samenwerkingsverband met de naam BOAC-Cunard LTD, om geregelde (vaste) vluchten uit te voeren naar Noord- en Zuid-Amerika en het Caribisch gebied. Deze samenwerking werd weer opgeheven in 1966. Op 22 april 1970 ontving BOAC zijn eerste Boeing 747. In juli 1972 bestelde het vijf Concordes maar deze kwamen pas in 1976 bij de vloot van British Airways.
Op 1 september 1972 werd de British Airways Board gevormd, een commissie die zowel BOAC als BEA ging besturen. Op 31 maart 1974 werden zowel BOAC als BEA opgeheven. Hun werkzaamheden werden samengevoegd in British Airways.

## Trivia
- Een van de Concordes van British Airways droeg de registratiecode G-BOAC.
- BOAC wordt genoemd in de eerste regel van Back in the U.S.S.R. van The Beatles.
- Het "Speedbird" logo van BOAC (overgenomen van Imperial Airways) wordt nog steeds gebruikt door British Airways. Het is tevens het zogenaamde "call-sign" van British Airways. Een vlucht van British Airways met vluchtnummer BA75 zal worden aangesproken met "Speedbird-seven-five".

## Naslagwerk
- (en)  Higham, Robin Speedbird: The Complete History of BOAC Uitgever: Bloomsbury Publishing, 2013 ISBN 0857733346